# George Adee
George Townsend Adee, né le 4 janvier 1874 à Stonington et décédé le 31 juillet 1948 à New York, est un joueur et un dirigeant de tennis américain.

## Biographie
George Adee participe en tant que joueur aux Internationaux des États-Unis à six reprises entre 1903 et 1907. Il est ensuite président de l'USTA de 1916 à 1919 et est également membre du comité dirigeant de Coupe Davis.
Il sert l'US Army durant la Guerre hispano-américaine et la Première Guerre mondiale.
Il est membre du International Tennis Hall of Fame depuis 1964.